# Rheumaptera consolabilis
Rheumaptera consolabilis är en fjärilsart som beskrevs av Louis Beethoven Prout 1938. Rheumaptera consolabilis ingår i släktet Rheumaptera och familjen mätare. Inga underarter finns listade.